# 응답하라 1997
《응답하라 1997》은 《올드 미스 다이어리》, 《해피선데이》 등 연출을 맡았던 신원호 감독이 박성재 감독과 함께 연출한 드라마이다.
H.O.T.와 젝스키스로 대변된 1990년대 후반을 배경으로, 오빠들에 미쳐있던 여고생과 다섯 친구들의 감성복고 드라마이다. 극의 배경은 부산이며 따라서, 서울 출신인 도학찬을 제외한 대부분의 인물들이 부산 사투리를 쓴다. 처음 방영할 당시 경험이 전무한 아이돌과 오디션프로 출신의 가수를 주연으로 내세웠다는 점 때문에 많은 비판을 받았지만 극이 진행될수록 주연을 비롯한 모든 배우들이 기대 이상의 연기력을 보여주며 대호평을 받았고 90년대 아날로그 추억이라는 색다른 소재로 드라마 자체도 신드롬에 가까운 인기를 끌게 된다. 또 과거와 현대 사이의 시간차가 15년이나 남에도 불구하고 아역과 성인의 구분이 없으며 배우들 역시 풋풋한 10대시절의 교복패션부터 성숙한 성인까지 시간을 거스르는 분장을 위화감없이 소화해내어 이목을 집중시켰다. 인기에 힘입어 2013년 후속작 《응답하라 1994》이 방영됐다.
이일화가 맡았던 배역은 당초 김성령이 낙점됐으나 스케줄 문제 때문에 좌절됐다

## 등장 인물

### 주요 인물
- 정은지 : 성시원 역 (아역 김환희)

1981년 1월 30일생 (1997년 당시 고2, 18세) / 2012년 기준 33세 (빠른 1981년생, 1980년생과 동기)
H.O.T 멤버 토니 안 열혈 팬. 학창시절 성적은 전교 꼴찌였지만 라디오에 사연을 보냈다하면 전국구로 소개가 된다. 별명은 '안승부인(안승호 부인)'.
훗날 윤윤제와 결혼
- 서인국 : 윤윤제 역 (아역 송의준)

1980년 4월 29일생 (1997년 당시 고2, 18세) / 2012년 기준 33세
부산 광안고 전교 1등 출신. 서울중앙지법 스타 판사. 서울대 법대 특차 전형에 수석으로 합격한 뒤 사법고시에서도 수석으로 합격한다.
훗날 성시원과 결혼
- 신소율 : 모유정 역

1980년생 (1997년 당시 고2, 18세) / 2012년 기준 33세
하루에도 수 십 번 사랑에 빠지는 대한민국 최고의 쉽·사·빠. H.O.T 멤버 강타의 팬이었으나, 젝스키스 멤버 은지원의 팬으로 돌아섰다. 현직 유치원 교사
훗날 도학찬과 결혼
- 은지원(젝스키스리더) : 도학찬 역

1980년생 (1997년 당시 고2, 18세) / 2012년 기준 33세
서울에서 나고 자란 서울 토박이. 고2 때, 군인인 아버지를 따라 부산에 왔다. 극 초반부터 표준어를 쓰는 유일한 인물. '야동 마니아'
훗날 모유정과 결혼
- 이시언 : 방성재 역

1980년생 (1997년 당시 고2, 18세) / 2012년 기준 33세
24시간 풀가동 수다쟁이. 오지랖이 넓어서 낯선 이와의 수다도 전혀 어색하지 않다. 상식은 많이 알고 있으나, 학업 성적은 나쁜 편. 현직 보험설계사이나 만년 대리
- 이호원 : 강준희 역

1980년 10월 4일생 (1997년 당시 고2, 18세) / 2012년 기준 33세
윤윤제와 가장 친한 친구로 2년째 같은 반 짝꿍. 부산 최고의 춤꾼으로 김재덕과 쌍벽을 이룬다. 부산 광안고 전교 2등 출신. 서울대 의대 졸업. 현직 의사. 동성애자이다.

### 주변 인물

#### 시원이네 가족
- 성동일 : 성동일 역

1950년 4월 29일생 (1997년 당시 48세) / 2012년 기준 63세. 성시원의 아버지
전라도 출신. 딸 밖에 모르는 딸 바보. 하지만 하나 밖에 없는 딸 성시원이 H.O.T 토니 안에게 빠지자 토니 안과의 전쟁을 선포한다. 전직 해태 타이거즈 선수 출신이지만 '부산갈매기' 팀의 코치로 재직. 현직 '부산갈매기' 2군 감독.
고등학생 시절 역은 강균성 (특별출연) (9회)이 맡았다.
- 이일화 : 이일화 역

1950년생 (1997년 당시 48세) / 2012년 기준 63세. 성시원의 어머니
경상도 출신. 화통한 성격의 전업주부. 전형적인 '부산 아지매'. 토니 오빠에 미친 딸 성시원을 혼내기는커녕, 아빠 몰래 용돈까지 쥐어주며 '이것도 한 때다'라고 말하며 딸을 존중해주는 쿨한 엄마. 본인 역시 드라마 별은 내 가슴에 등장인물 강민의 팬이다.
고등학생 시절 역은 박초롱 (특별출연) (9회)이 맡았다.
- 김예원 : 성송주 역 (특별출연) (3회, 4회, 9회)

성시원의 친언니. 윤태웅과 대학 재학 시절 연인 관계였으나 1992년 교통사고로 사망했다.

#### 윤제네 가족
- 송종호 : 윤태웅 역

1972년생 (1997년 당시 26세) / 2012년 기준 41세. 윤윤제의 친형
1991학년도 대입 학력고사 전국 수석 출신이지만 유일한 혈육 윤윤제를 위해 부산에 남았다. 성시원의 담임교사이자 수학 담당 교사. 반듯하고 붙임성 있는 성격 덕에 동료 교사들에게 인정을, 학생들에게 존경을 받고 있다. 교직 시절부터 컴퓨터를 잘 다뤘고, 벤처 사업가로 큰 성공을 거뒀다. 훗날 18대 대통령후보로 나선다.
이주연과 결혼
- 양준혁 : 윤준혁 역 (특별출연) (1회, 9회)

1950년생. 윤윤제의 아버지
대한민국 공군 대령이었으나 1990년 사고로 문정미와 함께 사망했다. 성동일과는 학창시절부터 친구였다.
고등학생 시절 역은 손진영 (특별출연) (9회)이 맡았다.
- 이연경 : 문정미 역 (특별출연) (1회, 9회)

1950년생. 윤윤제의 어머니
1990년 사고로 윤준혁과 함께 사망했다. 이일화와는 학창시절부터 친구였다.
고등학생 시절 역은 윤보미 (특별출연) (9회)가 맡았다.

#### 성시원 주변인물
- 노지연 : 장단지 역

1980년생 (1997년 당시 고2, 18세) / 2012년 기준 33세. 성시원의 광안고 같은 반 친구
H.O.T 멤버 문희준의 열혈 팬으로 별명은 '희준바라기'. 성시원의 팬클럽 활동에 동반자이자 라이벌이다. 현직 큐레이터
- 김선아 : 은각하 역

1980년생 (1997년 당시 고2, 18세) / 2012년 기준 33세. 성시원의 광안고 같은 반 친구
젝스키스 멤버 은지원의 팬으로 별명은 '은각하'. 현직 부산갈매기 프로야구단 편파 중계 캐스터

#### 도학찬 주변인물
- 윤상 : 도민구 역

도학찬의 아버지. 1997년 당시 대한민국 육군 소장

### 그 외 인물
- 리민 : 부산 광안고등학교[주 3] 학생주임 겸 국사 담당 교사. '피칠갑'이라는 별명을 갖고 있다.
- 김민진 : 태웅의 후배 역
- 맹봉학 : 음반가게 사장 역
- 이병철 : 리어카에 카세트테이프를 파는 남자 역
- 이정성 : 의사 역
- 이용녀 : 암병동 404호 병실의 환자 역
- 정두겸 : 드라마 "이웃집 남자"의 남주 역
- 육미라 : 드라마 "이웃집 남자"의 여주 역
- 손선근 : 드라마 "이웃집 남자"의 의사 역
- 전혜영 : 장우동 역 - H.O.T의 장우혁바라기
- 안수호 : 윤제에게 강아지는 이미 팔렸다고 말하는 남자 역
- 현영임 : 강아지를 잃어버린 아이의 엄마 역
- 정현석 : 시원의 방송 선배 역
- 이준희 : 윤제의 대학 선배 역 - 국선변호사
- 주동희 : 김대호 역 - 국선변호사
- 주부진 : 성재에게 전구 갈아달라고 얘기하는 할머니 역
- 박성균 : 의사 역 - 대장 유암종 수술을 설명하는 의사
- 정영섭 : 의사 역
- 소희정 : 방송작가 역
- 김동균 : 방송작가 역

### 특별출연
- 김국진 : '김국진의 스타다큐' MC 역 (1회)
- 토니 안 : (1회, 3회)
- 문희준 : (목소리출연) (3회)
- 정경미 : (3회, 6회, 7회, 9회, 10회)

별명은 '은도끼(은지원이 자신을 도끼로 찍었다고 생각함)'. 성시원의 광안고 같은 반 친구. 젝스키스 멤버 은지원의 팬
- 임시완 : ROTC 서울 오빠 정석원 역 - 시원이의 채팅남 (4회)
- 염동균
- 이윤석 : 이규경/이윤석 역 - 붕어빵 장수→제일그룹 아들, 제일그룹 회장 (1인 2역) (5회)
- 김종민 : 의사 역 - 동일의 차를 추돌한 인물이자 극 중 시원 아빠의 암수술을 맡았던 의사 (5회)
- 신봉선 : H.O.T 팬클럽 부산지부 임원 역 (6회)
- 김미진 : 오미희 목소리 대역 (5회)
- 신영일 : 아나운서 역 (목소리출연) (7회)[주 4]
- 이솔지 : 아나운서, 시원이 맡은 프로그램 진행자 (극초반부 목소리출연) (15회)
- 김태원 : 노래방에서 노래 부르는 뒷태가 예쁜 남자 역 (8회)
- 정주리 : 노래방에서 노래 부르는 뒷태만 예쁜 여자 역 (8회)
- 정명옥 : 노래방에서 노래 부르는 뒷태만 예쁜 여자 역 (8회)
- 박지윤 : 강준희의 6번째 및 7번째 쌍둥이 누나 역 (1인 2역) (8회, 10회)
- 추민기 : 고등학생 추신수 역 - (부산고등학교 선수[주 5]) (8회)

실제 추신수의 친동생이기도 하다.
- 류담 : 고등학생 이대호 역 - (경남고등학교 선수[주 6]) (8회)
- 박찬희
- 신동엽 : 1998년 대한민국 영상음반대상 (골든디스크상) 진행자 역[주 7] (목소리출연) (10회)
- 윤형빈 : 은각하의 남편 역 - 정경미와는 직장 동료 관계 (9회, 10회)
- 안영미 : 젝스키스 팬클럽 전국 회장 역 (10회)
- 강유미 : H.O.T. 팬클럽 전국 회장 역 (10회)
- 양세형 : - 정경미의 남편 (9회, 10회)
- 김기욱 : 휴대폰 판매점 직원 역 (9회)
- 김대주 : 1998년 대한민국 영상음반대상 (골든디스크상) 제작진 역 (10회)
- 주연 : 이주연 역 - 윤태웅이 대장 유암종을 치료하기 위해 입원한 종합병원의 과장, 동방신기 팬클럽 회장 윤태웅과 결혼 (14회, 16회)
- 고인범 : 시원의 작은할아버지 & 동일의 작은아버지 역 (15회)
- G.NA : 최진아 역 - 윤제의 맞선녀, 태웅의 선배 딸 (15회)
- 이수근 : 대리운전 기사 역[주 8] (목소리출연) (16회)
- 배다해 : 윤제의 친구 역 - 윤제와 서울대 법대 & 사법연수원 동기생 (16회)

## OST

### Part 1
| #            | 제목                                     | 작사         | 작곡         | 편곡         | 재생 시간 |
| ------------ | ---------------------------------------- | ------------ | ------------ | ------------ | --------- |
| 1.           | 〈All For You〉 (서인국, 정은지)         | 정진환       | 김한범       | 김두현       | 4:08      |
| 2.           | 〈All For You (Inst.)〉 (서인국, 정은지) |              | 김한범       |              | 4:08      |
| 총 재생 시간 | 총 재생 시간                             | 총 재생 시간 | 총 재생 시간 | 총 재생 시간 | 8:16      |

### 응답하라 1997 Love Story Part 2
| #            | 제목                                  | 작사         | 작곡         | 재생 시간 |
| ------------ | ------------------------------------- | ------------ | ------------ | --------- |
| 1.           | 〈우리 사랑 이대로〉 (정은지, 서인국) | 주영훈       | 주영훈       | 4:18      |
| 총 재생 시간 | 총 재생 시간                          | 총 재생 시간 | 총 재생 시간 | 4:18      |

## 시청률
- 매주 화요일 밤 11시부터 tvN을 통해 방영되는 본방송 시청률 기록이다.

CJ E&M 방송사업부문 산하 기타 채널(Mnet 등)에서 방송되는 재방송 시청률은 포함하지 않았다.
※ 16화 시청률은 케이블TV 유가입자 기준, 9월 18일 동시 방영 4개 채널(tvN, Mnet, OCN, 올'리브) 합산 시청률로 표기한다.
- 《응답하라 1997》은 방영 내내 신드롬을 일으켰으며, 2012년 기준 케이블 TV 제작 드라마 중 역대 최고 시청률을 기록한 드라마로 기록됐다.
- TNmS에서 공개한 표를 바탕으로 작성한 시청률이다.
- 빨간색 글씨는 최고 시청률, 파란색 글씨는 최저 시청률을 나타낸다.

| 2012년 | 2012년   | 2012년                         | 2012년               | 2012년               | 2012년 |
| 회차   | 방송일자 | 부제                           | TNmS 집계 시청률 (%) | TNmS 집계 시청률 (%) |        |
| 회차   | 방송일자 | 부제                           | 평균 시청률          | 최고 시청률          |        |
| ------ | -------- | ------------------------------ | -------------------- | -------------------- | ------ |
| 제1회  | 7월 24일 | 열 여덟                        | 1.2%                 | 1.8%                 |        |
| 제2회  | 7월 24일 | 점점 달라지다                  | 1.2%                 | 1.8%                 |        |
| 제3회  | 7월 31일 | 보이는 것이 전부는 아니다      | 1.2%                 | 1.7%                 |        |
| 제4회  | 7월 31일 | 페어 플레이                    | 1.2%                 | 1.7%                 |        |
| 제5회  | 8월 7일  | 삶의 역습                      | 1.6%                 | 2.1%                 |        |
| 제6회  | 8월 7일  | 사랑, 안 하던 짓도 하게 만든다 | 1.6%                 | 2.1%                 |        |
| 제7회  | 8월 14일 | 장래희망                       | 3.2%                 | 4.5%                 |        |
| 제8회  | 8월 14일 | D-Day                          | 3.2%                 | 4.5%                 |        |
| 제9회  | 8월 21일 | 인연의 실                      | 3.0%                 | 3.8%                 |        |
| 제10회 | 8월 21일 | 당신이 좋은 이유               | 3.0%                 | 3.8%                 |        |
| 제11회 | 8월 28일 | 관계의 정의                    | 3.4%                 | 4.4%                 |        |
| 제12회 | 8월 28일 | 손의 의미                      | 3.4%                 | 4.4%                 |        |
| 제13회 | 9월 4일  | 다음에... 아니 지금            | 3.7%                 | 4.7%                 |        |
| 제14회 | 9월 4일  | 사랑은 가슴이 시킨다           | 3.7%                 | 4.7%                 |        |
| 제15회 | 9월 11일 | 당신이 사랑하는 동안에         | 4.1%                 | 5.5%                 |        |
| 제16회 | 9월 18일 | 첫사랑이 이루어지지 않는 이유  | 7.5%                 | 9.4%                 |        |

## 같이 보기
- 응답하라
- 응답하라 1994
- 응답하라 1988

## 수상
- 2012년 제5회 코리아 드라마 어워즈 남자 신인상 - 서인국
- 2012년 제5회 코리아 드라마 어워즈 베스트 커플상 - 서인국, 정은지
- 2012년 제14회 Mnet 아시안 뮤직 어워드 베스트 OST상
- 2012년 제1회 K-드라마 스타 어워즈 라이징 스타상 - 서인국, 정은지
- 2012년 제1회 K-드라마 스타 어워즈 베스트 OST상
- 2012년 제1회 K-드라마 스타 어워즈 베스트 커플상 - 서인국, 정은지
- 2012년 제6회 미디어어워드 유료방송 콘텐츠버라이어티 부문 우수상 - 신원호
- 2013년 제4회 멜론 뮤직 어워드 뮤직 스타일상 OST부문
- 2013년 제2회 가온 차트 K-POP 어워드 올해의 가수상 음원부문 9월 - 서인국, 정은지
- 2013년 제49회 백상예술대상 TV부문 여자 신인 연기상 - 정은지
- 2013년 제1회 미국 드라마피버 어워드 올해 최고의 키스신상 - 서인국, 정은지
- 2013년 제1회 미국 드라마피버 어워드 올해 최고의 이뤄질 수 없는 안타까운 커플상 - 서인국, 이호원
- 2013년 제7회 케이블TV 방송대상 드라마부분 대상
- 2016년 tvN10 Awards 드라마 콘텐츠 본상
- 2016년 tvN10 Awards 스페셜 연기상 - 성동일
- 2016년 tvN10 Awards made in tvN 드라마 부문 - 서인국
- 2016년 tvN10 Awards 베스트 키스상 - 서인국, 정은지

### 내용주
1. ↑  15화와 16화는 기존 방식과 달리 분량을 길게 편집해, 9월 11일과 9월 18일에 1화씩 나눠 방영했다.
2. ↑  부산 연고 프로야구단 롯데 자이언츠를 모티브로 하고 있는 가상의 프로야구단. 실제로 1992년 한국시리즈에서 우승을 했고, 1997년 시즌에 최하위를 기록했다.
3. ↑  광안고등학교는 실제 부산에 존재하지 않는 드라마 속 가상 학교다. 극중 등장하는 학교 건물은 서울 영등포공업고등학교 건물이다.
4. ↑  극중에서는 목소리로만 등장했다.
5. ↑  추신수는 실제로 부산고 재학 시절 투수와 타자로 동시에 명성을 떨쳤으나, 2000년 시애틀 매리너스 입단 후 타자로만 뛰고 있
다.
6. ↑  이대호는 실제로 경남고 재학 시절 유망주 투수였으나, 2001년 롯데 자이언츠 입단 후 타자로 전향했다.
7. ↑  극중에서는 목소리로만 등장했다
8. ↑  극중에서는 목소리로만 등장했다.
9. ↑  2000년 4월에 발매된 쿨 5집 수록곡의 리메이크 버전.
10. ↑  1999년 2월에 개봉된 영화 《연풍연가》 O.S.T 수록곡의 리메이크 버전.

### 참조주
1. ↑  “'응답하라 1997' 2030세대 추억 공략법 '감성 코드 3가지는?'”. OBS경인TV. 2012년 7월 24일.
2. ↑  “'응답하라 1997', 공감 키워드 셋 '짝퉁·비디오 테이프·브로마이드'”. enews24. 2012년 7월 25일.[깨진 링크(과거 내용 찾기)]
3. ↑  “완벽한 추억자극제 ‘응답하라 1997’, 2-30대라면 꼭 봐야할 드라마”. 서울신문. 2012년 7월 25일. 2013년 10월 13일에 원본 문서에서 보존된 문서. 2012년 8월 12일에 확인함.
4. ↑  뉴미디어팀 (2016년 1월 22일). “김성령 이일화, '응답하라 1988' 캐스팅 비화…뒤바뀐 운명?”. 스포츠서울. 2020년 9월 16일에 확인함.
5. ↑  “'응답하라', 추신수 역에 친동생 추민기 출연 '카메오甲'”. 마이데일리. 2012년 8월 15일.
6. ↑  “TNmS 멀티미디어 홈페이지”. TNS Media Korea.